# Тикудзен
Тикудзен (яп. 筑前町 Тикудзэн-мати) — посёлок в Японии, находящийся в уезде Асакура префектуры Фукуока. Площадь посёлка составляет 67,18 км², население — 29 432 человека (1 августа 2014), плотность населения — 438,11 чел./км².

## Географическое положение
Посёлок расположен на острове Кюсю в префектуре Фукуока региона Кюсю. С ним граничат города Асакура, Огори, Тикусино, Кама, Иидзука и посёлок Татиараи.

## Население
Население посёлка составляет 29 432 человека (1 августа 2014), а плотность — 438,11 чел./км². Изменение численности населения с 1980 по 2005 годы:
| 1980 | 22 273 чел. |  |
| 1985 | 23 868 чел. |  |
| 1990 | 24 572 чел. |  |
| 1995 | 27 078 чел. |  |
| 2000 | 28 926 чел. |  |
| 2005 | 29 353 чел. |  |

## Символика
Деревом посёлка считается сакура, цветком — глициния, птицей — Cettia diphone.